# Apogon cathetogramma
 Apogon cathetogramma és una espècie de peix de la família dels apogònids i de l'ordre dels perciformes.

## Morfologia
Els mascles poden assolir els 12 cm de longitud total.

## Distribució geogràfica
Es troba a l'oest del Pacífic: Illes Ryukyu, Mar de la Xina Oriental i les Filipines.